# Hlohovec (distrito)
O Distrito de Hlohovec (eslovaco: Okres Hlohovec) é uma unidade administrativa da Eslováquia Ocidental, situado na Trnava (região), com 45.351 habitantes (em 2001) e uma superficie de 267 km². Sua capital é a cidade de Hlohovec.

## Demografia
| Ano:        | 1994   | 2004   | 2014   | 2024   |
| ----------- | ------ | ------ | ------ | ------ |
| Broj ljudi: | 45 494 | 45 282 | 45 723 | 42 762 |
| Razlika:    |        | -0,46% | +0,97% | -6,47% |

| Ano:               | 2023   | 2024   |
| ------------------ | ------ | ------ |
| Número de pessoas: | 43 197 | 42 762 |
| Diferença:         |        | -1,00% |

## Ciudades
- Hlohovec (capital)
- Leopoldov

## Municipios
| - Bojničky - Červeník - Dolné Otrokovce - Dolné Trhovište - Dolné Zelenice - Dvorníky | - Horné Otrokovce - Horné Trhovište - Horné Zelenice - Jalšové - Kľačany - Koplotovce | - Madunice - Merašice - Pastuchov - Ratkovce - Sasinkovo | - Siladice - Tekolďany - Tepličky - Trakovice - Žlkovce |